# Platypalpus coquilletti
Platypalpus coquilletti är en tvåvingeart som beskrevs av Axel Leonard Melander 1924. Platypalpus coquilletti ingår i släktet Platypalpus och familjen puckeldansflugor.
Artens utbredningsområde är New York. Inga underarter finns listade i Catalogue of Life.